# UFC Fight Night: Lee vs. Oliveira
UFC Fight Night: Lee vs. Oliveira (conosciuto anche come UFC Fight Night 170 oppure UFC on ESPN+ 28) è stato un evento di arti marziali miste tenuto dalla Ultimate Fighting Championship il 14 marzo 2020 al Ginásio Nilson Nelson di Brasilia in Brasile.

## Risultati
|                          | Divisione               |                           |                 |                        | Metodo                                       | Round           | Tempo           | Premio          |
| Card Principale          | Card Principale         | Card Principale           | Card Principale | Card Principale        | Card Principale                              | Card Principale | Card Principale | Card Principale |
| ------------------------ | ----------------------- | ------------------------- | --------------- | ---------------------- | -------------------------------------------- | --------------- | --------------- | --------------- |
|                          | Catchweight (158.5 lbs) | Charles Oliveira          | batte           | Kevin Lee              | Sottomissione (guillotine choke)             | 3               | 0:28            | POTN            |
|                          | Pesi welter             | Gilbert Burns             | batte           | Demian Maia            | KO tecnico (pugni)                           | 1               | 2:34            | POTN            |
|                          | Pesi leggeri            | Renato Moicano            | batte           | Damir Hadžović         | Sottomissione (rear-naked choke)             | 1               | 0:44            |                 |
|                          | Pesi mediomassimi       | Nikita Krylov             | batte           | Johnny Walker          | Decisione unanime (30–27, 29–28, 29–28)      | 3               | 5:00            |                 |
|                          | Pesi leggeri            | Francisco Trinaldo        | batte           | John Makdessi          | Decisione unanime (30–27, 30–27, 29–28)      | 3               | 5:00            |                 |
| Card Preliminare (ESPN+) |                         |                           |                 |                        |                                              |                 |                 |                 |
|                          | Pesi mosca              | Brandon Moreno            | batte           | Jussier Formiga        | Decisione unanime (30–27, 29–28, 29–28)      | 3               | 5:00            |                 |
|                          | Pesi paglia femminili   | Amanda Ribas              | batte           | Randa Markos           | Decisione unanime (30–26, 30–25, 30–25)      | 3               | 5:00            |                 |
|                          | Pesi welter             | Elizeu Zaleski dos Santos | batte           | Alexey Kunchenko       | Decisione unanime (29–28, 29–28, 29–28)      | 3               | 5:00            |                 |
|                          | Pesi leggeri            | Enrique Barzola           | vs.             | Rani Yahya             | Pareggio maggioritario (29–28, 28–28, 28–28) | 3               | 5:00            |                 |
|                          | Pesi mosca femminili    | Maryna Moroz              | batte           | Mayra Bueno Silva      | Decisione unanime (29–28, 29–28, 29–28)      | 3               | 5:00            | FOTN            |
|                          | Pesi mosca              | David Dvořák              | batte           | Bruno Gustavo da Silva | Decisione unanime (29–28, 29–28, 29–28)      | 3               | 5:00            |                 |
|                          | Pesi gallo femminili    | Bea Malecki               | batte           | Veronica Macedo        | Decisione unanime (29–28, 29–28, 29–28)      | 3               | 5:00            |                 |

## Premi
I lottatori premiati ricevettero un bonus di 50.000 dollari.
Legenda:
- FOTN: Fight of the Night (vengono premiati entrambi gli atleti per il miglior incontro dell'evento)
- POTN: Performance of the Night (viene premiato il vincitore per la migliore performance dell'evento)